# Jenő Vigh
Jenő Vigh (* 19. Juli 1894 in Szolnok; † 16. April 1960 in Budapest) war ein ungarischer Musikkritiker, Journalist und Sänger.

## Leben und Karriere
Jenő Vigh wuchs in Szeged auf. Seine Familie war jüdischer Herkunft, jedoch zur reformierten Kirche konvertiert. Nach dem Schulabschluss und dem folgenden Militärdienst während des Ersten Weltkriegs arbeitete er als Journalist bei der Tageszeitung Szegedi Hiradó. 1919 veröffentlichte er einen Gedichtband mit dem Titel "Trambulin" und war erster Violinist in der Szegediner Philharmonie. Anfang der 1920er Jahre begann er eine Ausbildung zum Opernsänger und debütierte im Jahr 1922. Mitte der 1920er Jahre ging er für Gesangsstudien nach Berlin, 1926 war er als „Eugen Wigh“ am Stadttheater in Aachen engagiert. Ab 1928 gehörte er zusammen mit seinem Freund aus Szeged, József Balassa, als Tenor dem Jazz-Gesangsquartett „Die Abels“ an, mit dem er in den nächsten fünf Jahren über hundert Schallplatten aufnahm und Gesang zu mindestens zwei Tonfilmen beisteuerte, darunter der Hedy-Lamarr-Film „Ekstase“. Im Frühjahr 1933 gingen die Sänger zurück in ihre ungarische Heimat und gründeten dort mit einem neuen Arrangeur die „Triumph Együttes“. Auch mit dieser Gruppe war Vigh im Radio und auf Schallplatten erfolgreich.
Ende der 1930er Jahre mussten sich auch die Triumph Együttes wegen der anti-jüdischen Gesetze in Ungarn auflösen.
1941 heiratete Vigh Mária Varga. Ab 1943 wurde er mehrmals zum Arbeitsdienst einberufen. Nach dem Krieg arbeitete er als Musikjournalist und Kritiker und veröffentlichte einige Bücher in Form fiktiver Tagebücher berühmter Komponisten, die im Corvina-Verlag Budapest erschienen. 1946 wurde sein Sohn Jenő geboren. Ab 1957 arbeitete er für die Zeitschrift Ország-világ.
Sein Grab befindet sich auf dem Farkasréter Friedhof (UDV-BAL/ 0/ 0/ 220).

## Veröffentlichungen
- Wenn Haydn ein Tagebuch geführt hätte (1953)
- Wenn Tschaikowski ein Tagebuch geführt hätte (1958)
- Wenn Schubert ein Tagebuch geführt hätte
- Wenn Schumann ein Tagebuch geführt hätte
- Unsterbliche Musikdichter. Zehn Porträts (1959)